# پگی مورن
پگی مورن (انگلیسی: Peggy Moran; ۲۳ اکتبر ۱۹۱۸ – ۲۴ اکتبر ۲۰۰۲) هنرپیشه اهل ایالات متحده آمریکا بود.
از فیلم‌هایی که او در آنها نقش داشته‌است می‌توان به نینوتچکا، زنوبیا، خواهران، هفت دلبر و جزیره ترسناک اشاره کرد.